# Hippasteria phrygiana
Espèce
Hippasteria phrygiana est une espèce d'étoiles de mer de la famille des Goniasteridae.

## Description
Cette espèce peut atteindre un diamètre de 20 cm, avec des bras courts et un corps large, dont la couleur va du rose pâle au rouge brique en passant par l'orangé. La face supérieure est rouge et couverte d'épines arrondies en forme de boutons clairs ; la face inférieure contient de nombreux pédicellaires bivalves macroscopiques. 

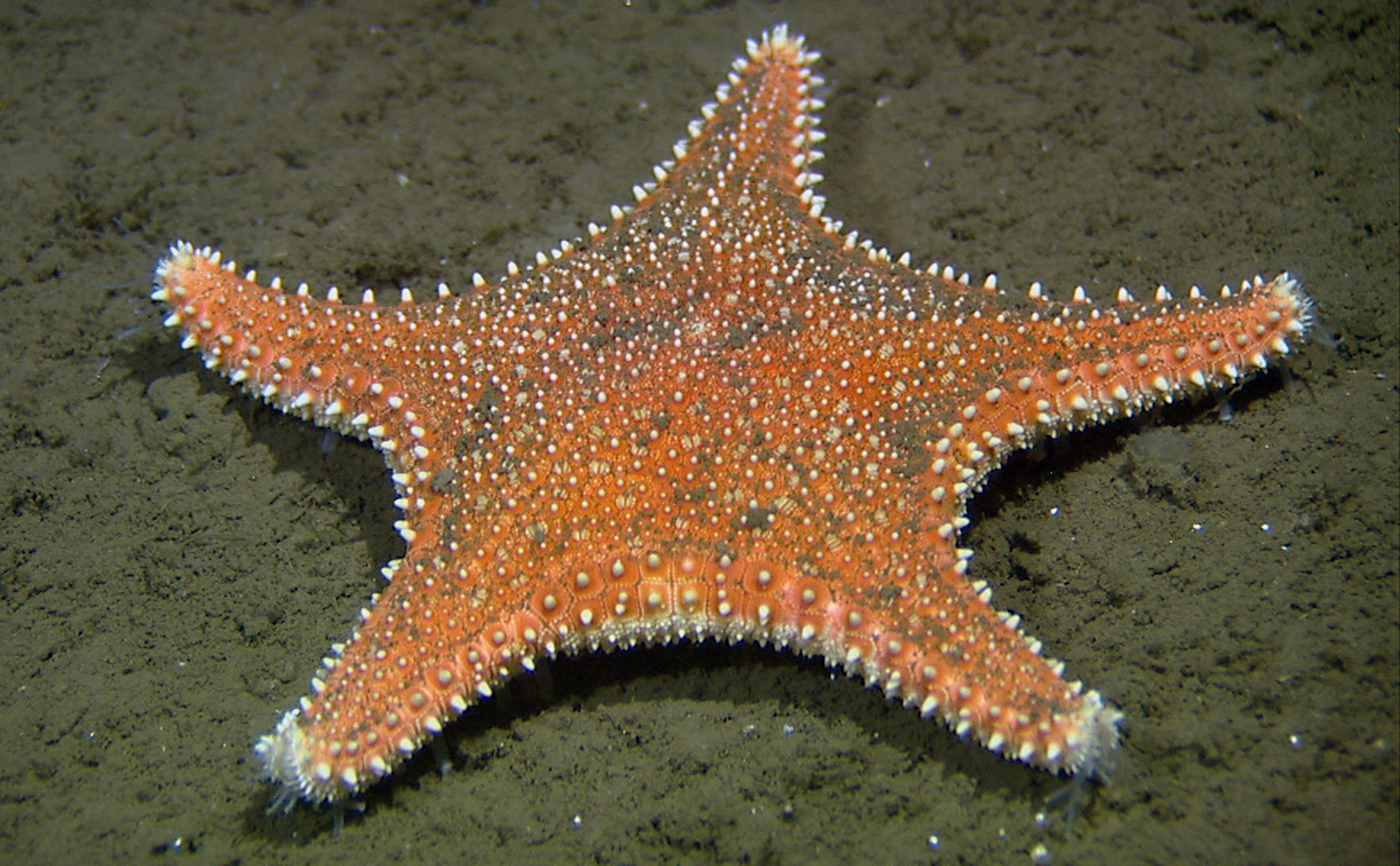
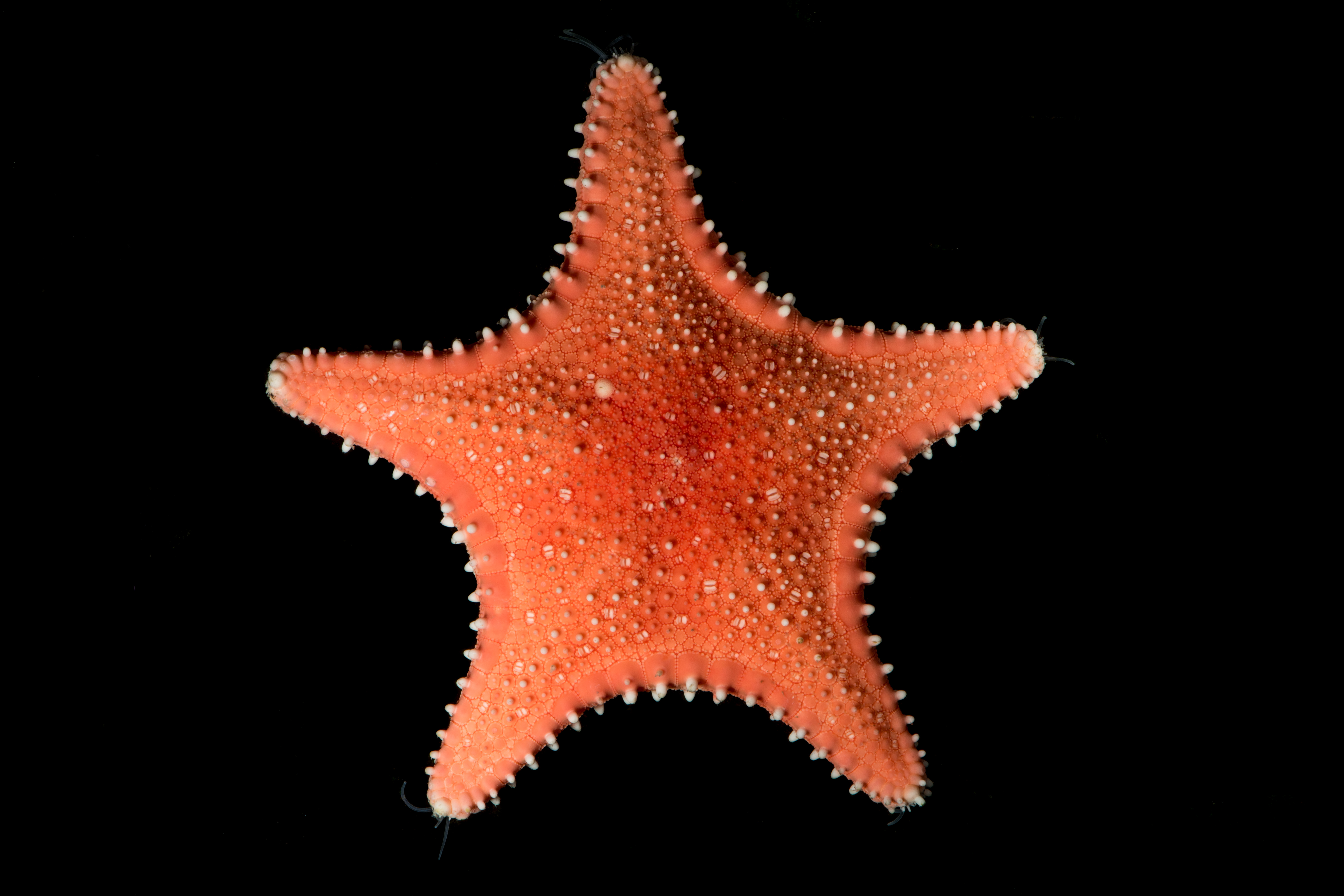
Hippasteria phrygania
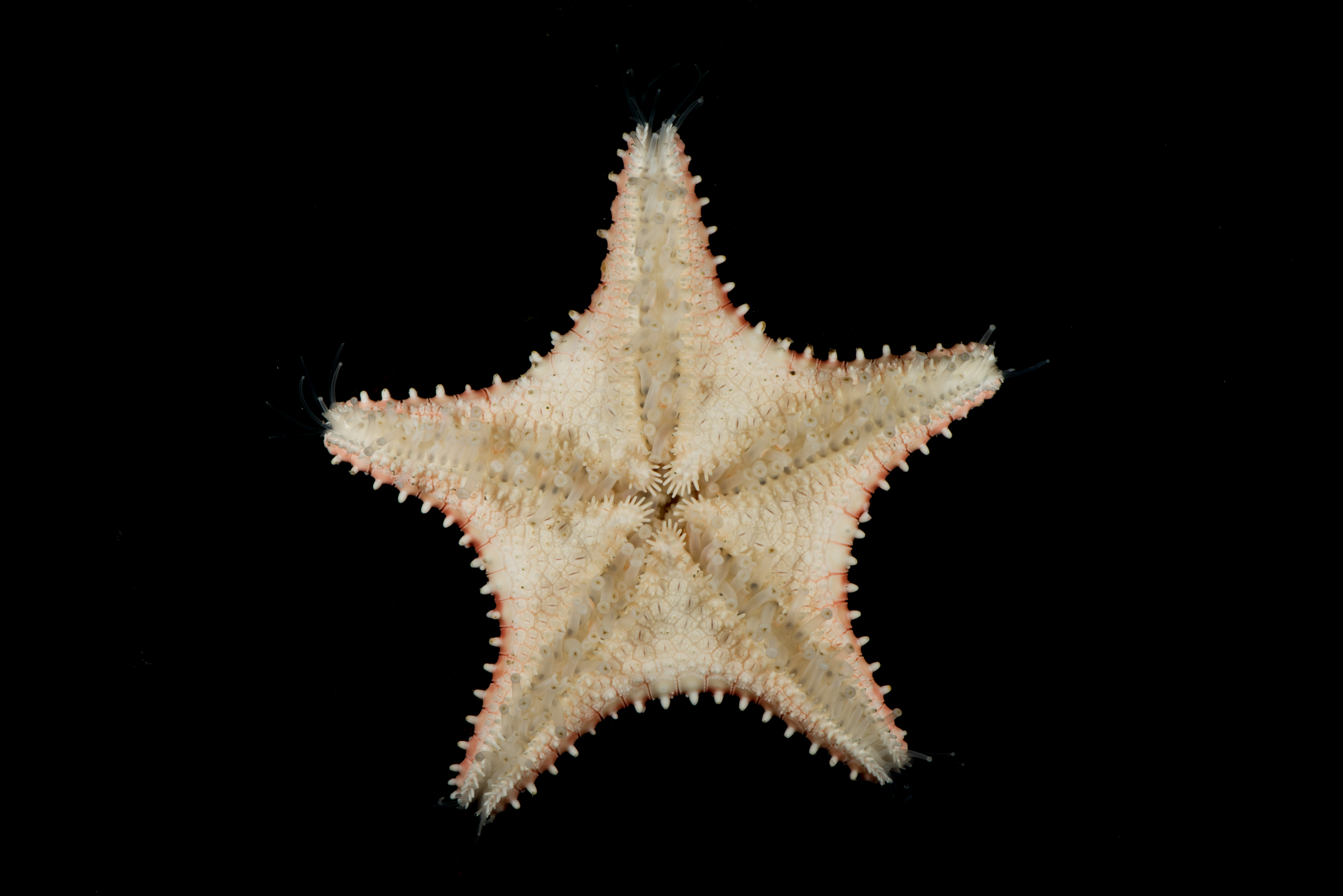
Idem, face orale.
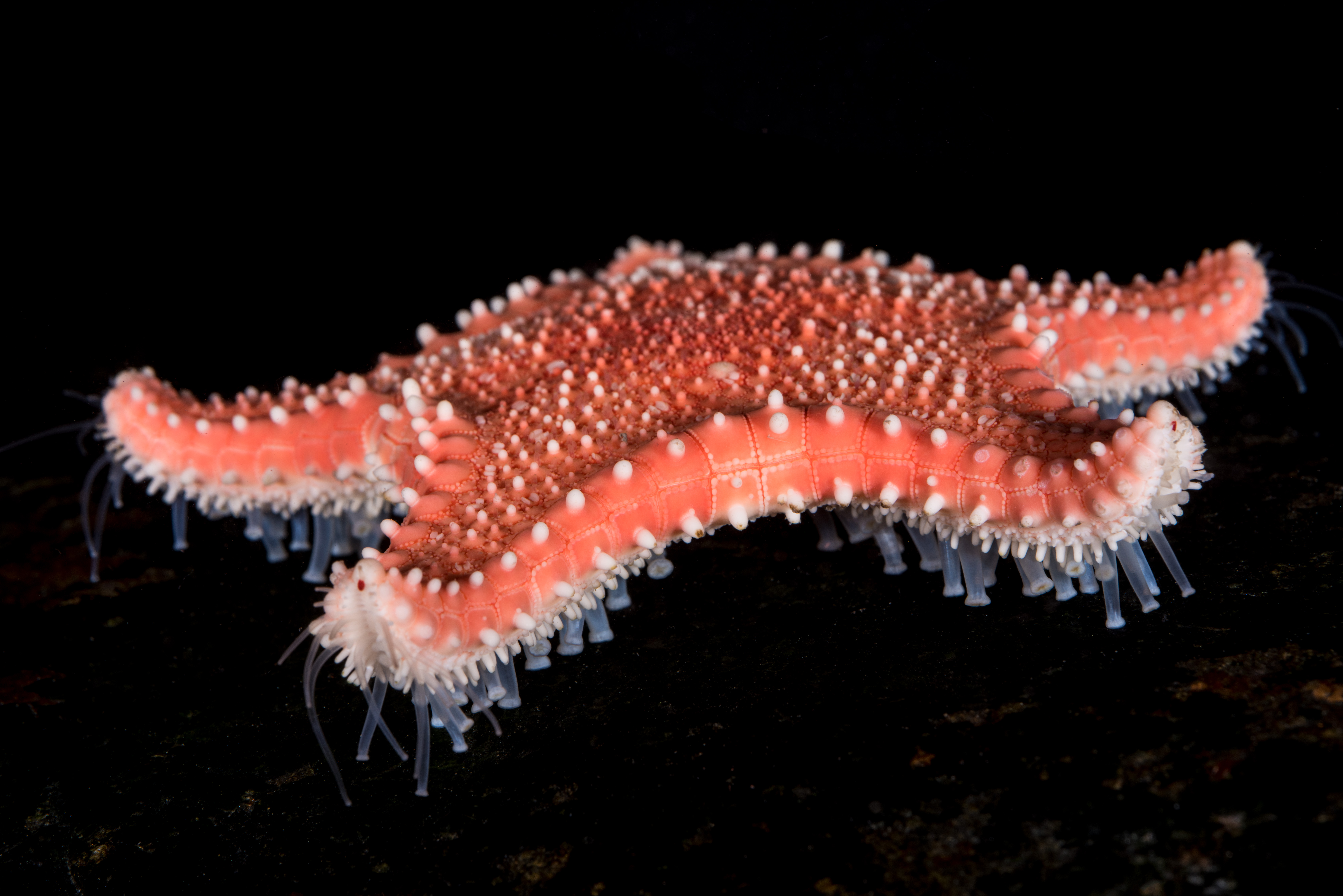
Idem, de profil.
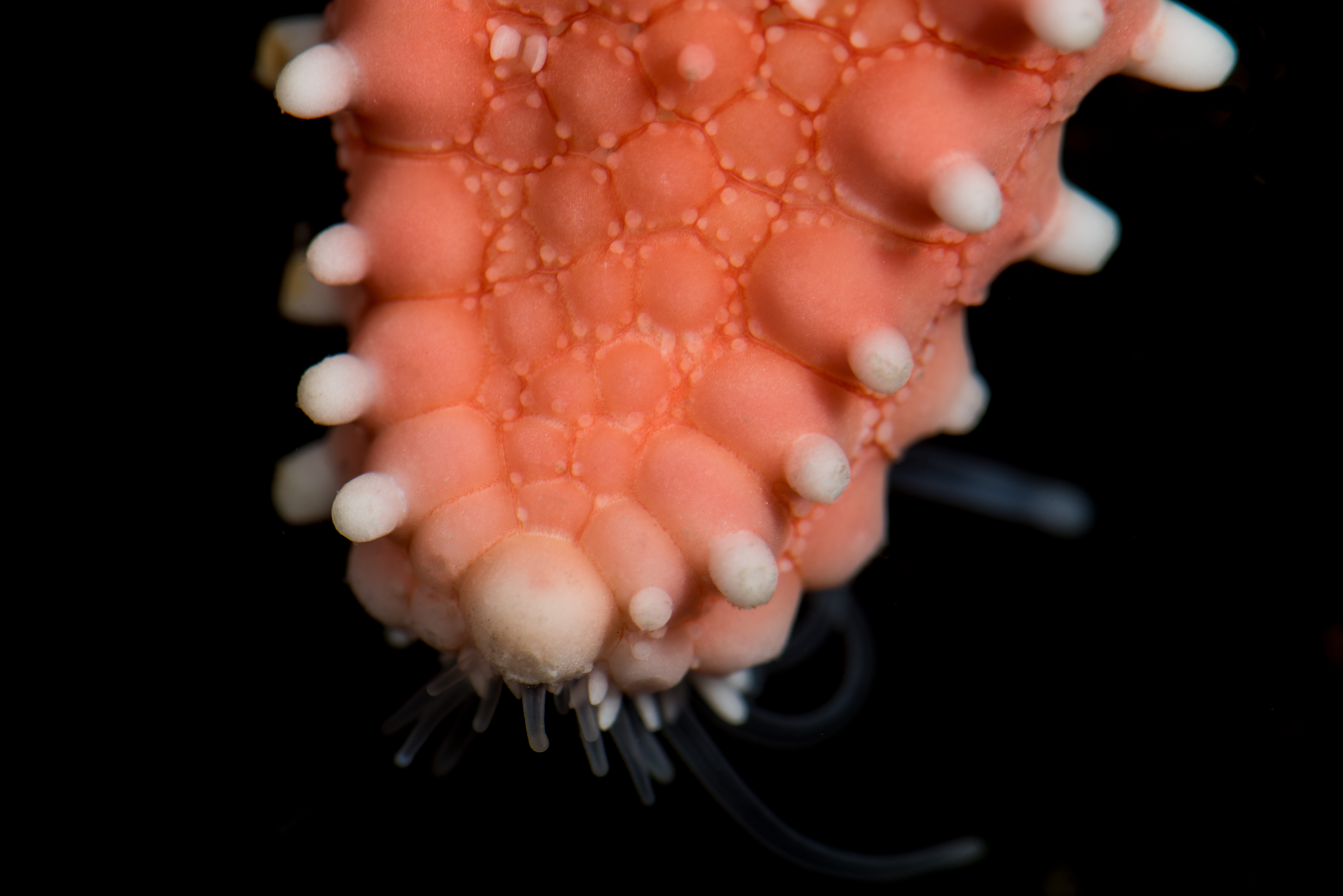
Idem, détails du bras.
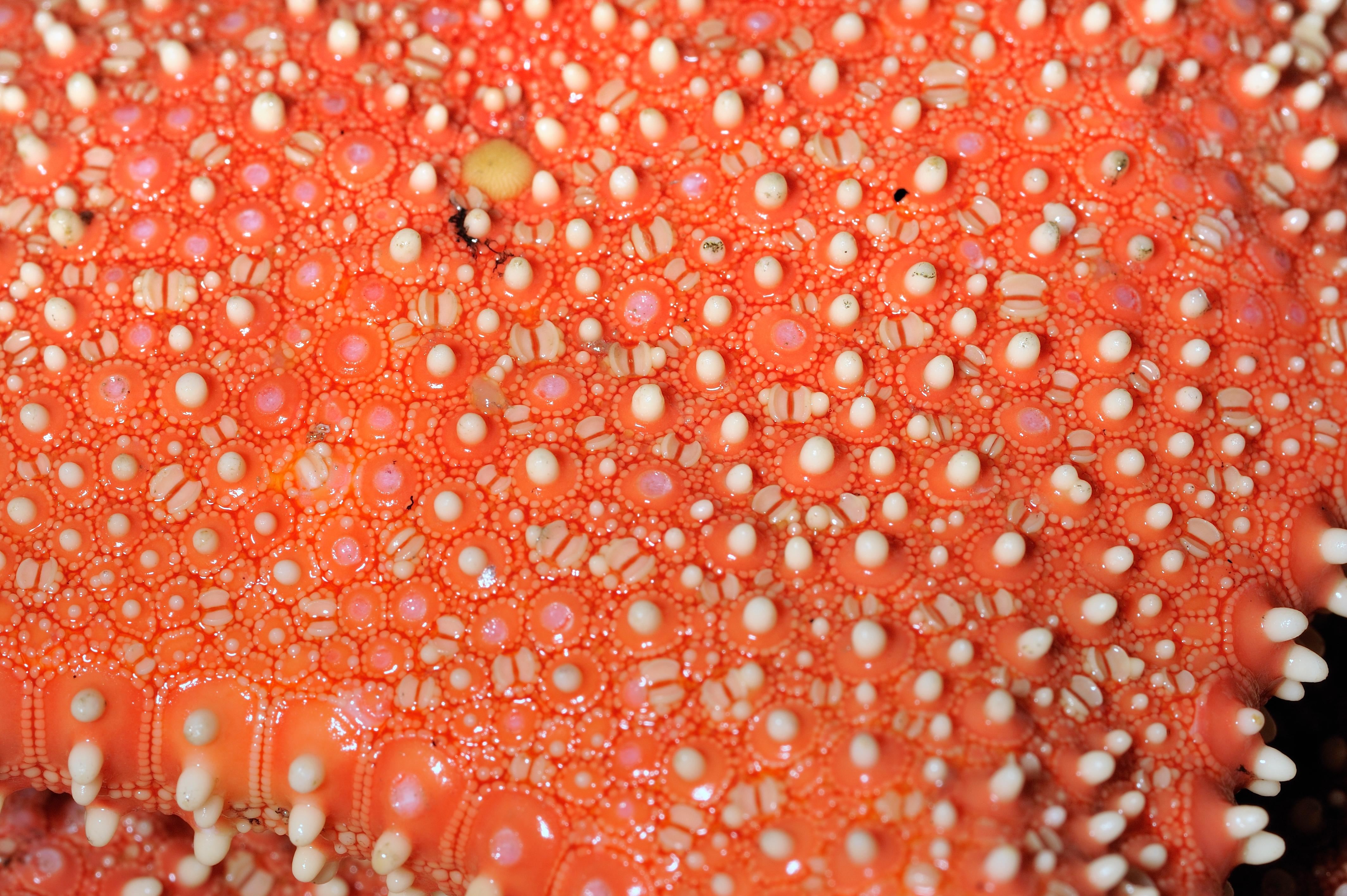
Détail de la face dorsale.

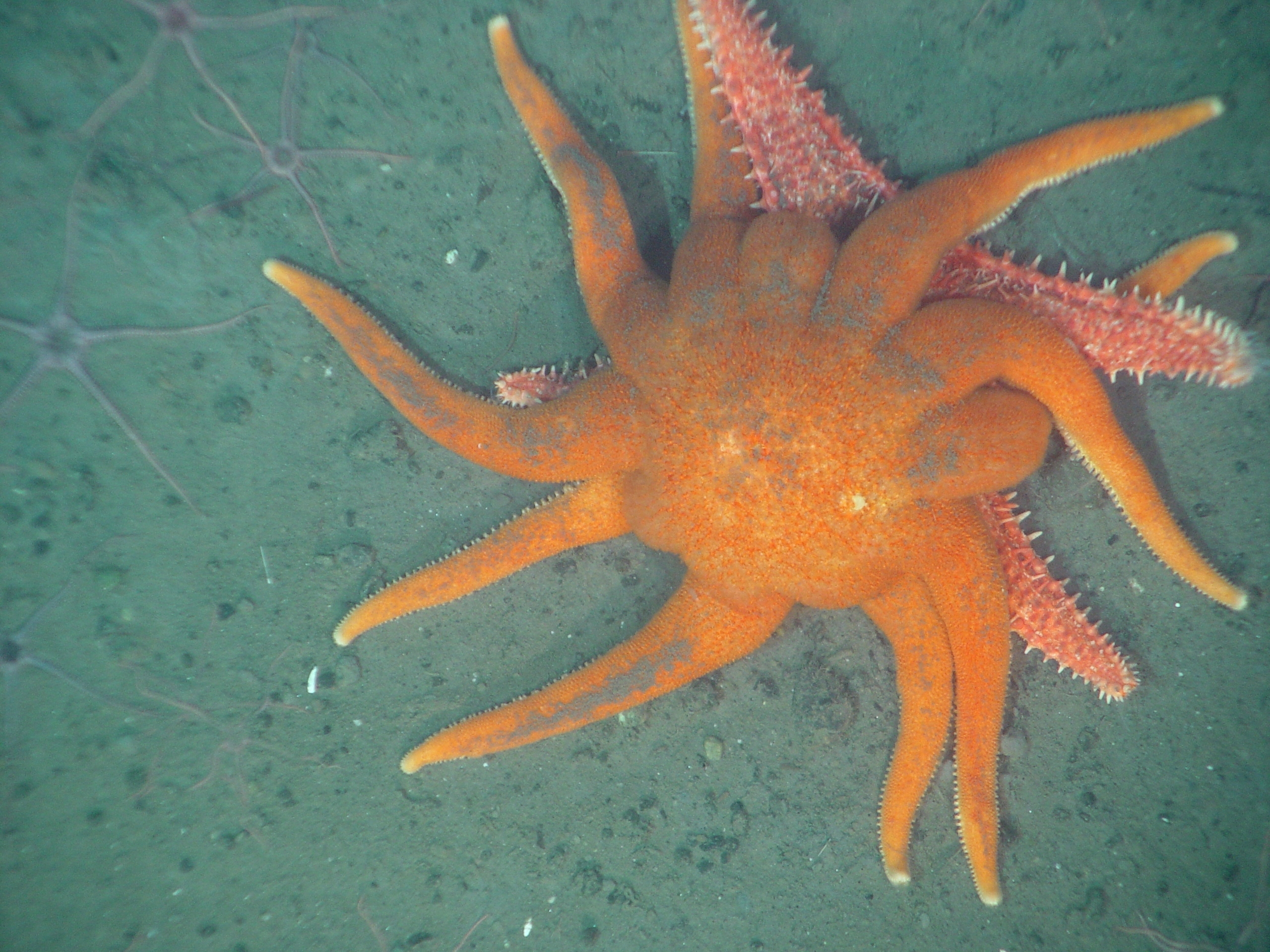
Hippasteria phrygiana attaquée par Solaster dawsoni.

## Habitat et répartition
Cette espèce est la plus répandue de son genre, présente dans les trois principaux bassins océaniques.

## Écologie et alimentation
C'est une espèce d'eaux froides ou profondes, prédatrice de cnidaires,.

## Systématique
Le nom valide complet (avec auteur) de ce taxon est Hippasteria phrygiana (Parelius (d), 1768).
L'espèce a été initialement classée dans le genre Asterias sous le protonyme Asterias phrygiana Parelius, 1768.
Hippasteria phrygiana a pour synonymes :
- Hippasteria leiopelta armata Fisher, 1911
- Hippasteria phrygiana argentinensis Bernasconi, 1961
- Hippasteria phrygiana phrygiana (Parelius, 1768)
- Hippasteria phrygiana strongylactis H.L. Clark, 1926
- Asterias equestris Linnaeus, 1758
- Asterias johnstoni Gray in Johnston, 1836
- Asterias phrygiana Parelius, 1768
- Astrogonium aculeatum Barrett, 1857
- Astrogonium phrygianum (Parelius, 1768)
- Goniaster abbensis Forbes, 1843
- Goniaster equestris (Linnaeus, 1758)
- Goniaster phrygianus (Parelius, 1768)
- Hippasteria (Nehippasteria) insignis Dons, 1937
- Hippasteria aleutica Clark & Jewett, 2011
- Hippasteria argentinensis Bernasconi, 1961
- Hippasteria armata Fisher, 1911
- Hippasteria colossa Djakonov, 1950
- Hippasteria cornuta Gray, 1840
- Hippasteria derjungini Djakonov, 1950
- Hippasteria europaea Gray, 1840
- Hippasteria hyadesi Perrier, 1891
- Hippasteria insignis Dons, 1937
- Hippasteria johnstoni (Gray, 1836)
- Hippasteria kurilensis Fisher, 1911
- Hippasteria mammifera Djakonov, 1950
- Hippasteria pedicellaris Djakonov, 1950
- Hippasteria plana Gray, 1840
- Hippasteria spinosa Verrill, 1909
- Hippasteria strongylactis H.L. Clark, 1926
- Hippasteria trojana Fell, 1958

## Publication originale
- (da) Jacob Parelius, « Beskrivelse over Nogle Korstrold », Kongelige Norske Videnskabers Selskab Skrifter, 1768, vol. 4, p. 423–428, pl. 14.